# Johnny 7
Johnny 7 è stato un programma televisivo di varietà andato in onda in tre edizioni e 22 puntate dall'8 agosto 1963 al 17 luglio 1965 sul Programma Nazionale e, per la seconda edizione, sul Secondo Programma della Rai.

## Produzione
Il programma rappresentò l'esordio di Johnny Dorelli come conduttore televisivo, coadiuvato nella prima edizione, andata in onda dall'8 agosto al 19 settembre 1963, da Giuliana Lojodice, Joao Gilberto e Béatrice Altariba; nella seconda edizione, andata in onda dal 2 luglio al 20 agosto 1964, da Gigliola Cinquetti e Paola Pitagora; nella terza edizione, andata in onda dal 29 maggio al 17 luglio 1965, da Didi Perego e ancora da Paola Pitagora. Le prime due edizioni andarono in onda il giovedì, mentre la terza andò in onda al sabato; veniva trasmessa nel periodo estivo con puntate registrate in precedenza. Era un varietà in stile classico, con balletti, sketch e canzoni recitate e cantate dai numerosi ospiti che parteciparono alla trasmissione.
Nella primavera del 1966, prima di passare alla radio con Gran varietà, Dorelli presentò un varietà simile nei contenuti, col titolo diverso Johnny Sera. Alcuni sketch del programma furono riproposti nelle puntate di Techetechete'. La piattaforma Rai Play non ha ancora reso disponibili in streaming le puntate integrali.

## Sigle
Per la seconda edizione del 1964, le sigle furono tre: L'appuntamento e L'amore viene e va cantate da Johnny Dorelli e Tutte meno una cantata da Gigliola Cinquetti. I brani furono poi pubblicati in un 45 giri della CGD intitolato Le sigle di Johnny 7. Per la terza edizione del 1965, Dorelli presentò diversi brani – uno per puntata – che furono poi raccolti in un 33 giri dal titolo Viaggio sentimentale.